# 대통령의 날

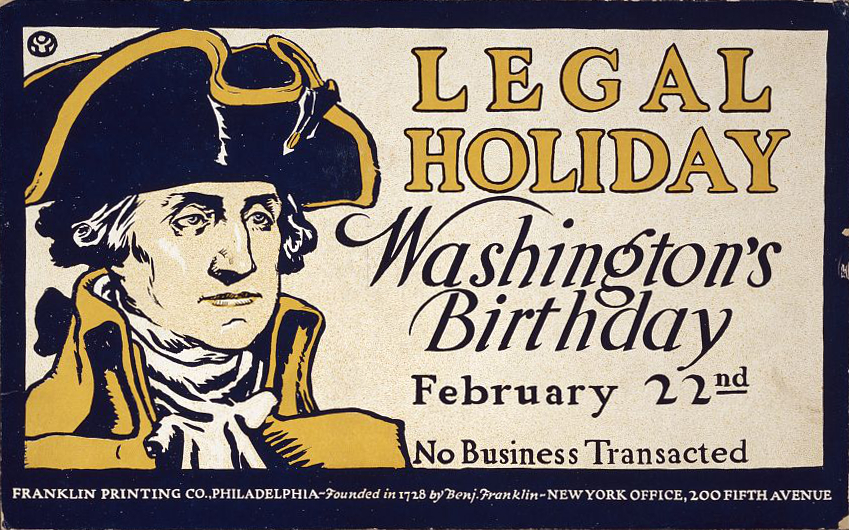

대통령의 날(영어: Presidents' day)은 미국의 연방 공휴일이다. 몇몇 주에서는 워싱턴 탄생일(영어: Washington's Birthday)로도 부른다. 2월 22일생인 초대 대통령 조지 워싱턴을 기념하는 날이지만, 기념일의 날짜는 2월 셋째 월요일이다. 2월 12일 태어난 링컨을 함께 기념하는 날이된다. 그러나 일부 주에서는 워싱턴 탄생일과는 별도로 2월 12일 링컨 탄생일 (Lincoln's Birthday)을 지정하여 공휴일로 하고 있다.